# YF-115
YF-115は液体酸素とケロシンを酸化剤リッチ二段燃焼サイクルで燃焼する中国の液体燃料 ロケットエンジンである。高効率/高推力で環境に優しいロケットエンジンは常に863計画で志向された。しかし、中国の産業は1990年代の初頭にロシア製のRD-120を(おそらく書類も併せて)輸入するまではこのようなロケットエンジンを製造する充分な能力を持ち合わせていなかった。 2000年代により大型のYF-100と共に長征5号、長征6号と長征7号ブースターと1段目の動力のために開発が開始された。 試験は2005年にChina National Space Administration (CNSA)による監督下で実施された。開発作業は主に西安航天推進開発院によって実施された。中国の次世代の中規模と軽量で環境に優しい打上げ機である長征6号と長征7号の上段に使用される予定である。 2012年初頭にエンジンシステムの真空試験に成功した。 中国で最初の二段燃焼サイクルを備えた上段ロケットエンジンである。
長征6号上段には1基のジンバル装架式のYF-115が搭載される予定である。長征7号の上段では4基のエンジンが搭載される予定である。しかし、この事例では2基のエンジンは固定され、2基はジンバル式になる予定である。